# بنزأيزوثيازولينون
البنزأيزوثيازولينون (BIT) (بالإنجليزية: Benzisothiazolinone )‏ هو عبارة عن مبيد بيولوجي يستخدم على نطاق واسع وينتمي إلى مجموعة الأيزوثيازولينونات .

## استخدامه
طبيعة عمل هذا المركب تتمثل في كونه مبيد جرثومي ومبيد فطري . ويستخدم أيضا كمادة حافظة في مستحلبات الطلاء ، الورنيش ، المواد اللاصقة ، مواد الغسيل ، الوقود وفي عملية صناعة الورق . وفي الدهانات ، عادة ما يتم استخدام هذه المادة على شكل مزيج مع ميثيل الأيزوثيازولينون . ويكون التركيز النموذجي لهذه المادة متراوح ما بين 200-400 جزء في المليون ، على حسب مجال التطبيق ومزجه مع المبيدات البيولوجية الأخرى . ووفقا لدراسة أجريت في سويسرا ، فإن 19 % من الدهانات والورنيش والطلائات تحتوي على هذه المادة في عام 2000 م . بينما تتواجد في 25 % من المواد اللاصقة ، المواد المانعة للتسرب ، البياض والمواد المالئة .

## الأدبيات
- Wilfried Paulus: Directory of Microbicides for the Protection of Materials and Processes. Springer Netherland, Berlin 2006, ISBN 1-4020-4861-0.